# Marus van der Made
Marinus (Marus) van der Made (Monster, 24 juli 1940) is een Nederlands beeldend kunstenaar.

## Loopbaan
Marus van der Made werd geboren in Monster. Hij is zowel beeldend kunstenaar als vormgever. Als beeldend kunstenaar is hij autodidact. In 1978 begon hij zijn carrière als beeldend kunstenaar. Hij werkte toen zowel figuratief als abstract. Later ging hij werken in de geometrische abstractie. Hij werkte met aluminium, hout, corian en messing. Hij kreeg kunstopdrachten voor musea, scholen, raadhuizen, bedrijven en instellingen en voor de openbare ruimte. Zo maakte hij wandreliëfs voor de gemeentehuizen van Middelharnis en Hillegom, het hoofdbureau van Politie in Den Haag en het gebouw van de luchtverkeersbeveiliging op Schiphol. Ook maakte hij sculpturen voor Arcadis, GTI en ITT/Alcatel.
Van 1977 tot 1990 was hij lid van de Haagse Kunstkring. Sinds 1985 is hij lid van de Nederlandse Kring van Beeldhouwers en sinds 2013 is hij lid van Pulchri Studio Den Haag.

## Werkwijze
Stromingen als concrete constructieve kunst en geometrisch abstracte kunst zijn van toepassing op Van der Made's werkwijze, evenals het minimalisme. Ruimte, licht en beweging zijn essentieel. Over het algemeen werkt hij driedimensionaal. Vaak werkt hij binnen thema's zoals: Het Vierkant als Basis, Spanning en Balans, Vormconcept in Beweging. Sinds 2013 is de piramide-vorm het uitgangspunt bij zijn werken. Door deze af te snijden en in te drukken ontstaan er verrassende vormen. Door de kunstwerken aan een dunne staaldraad te hangen creëert hij een extra dimensie. Rond 2017 werkt hij met zuiver pigment maar ook met roestoxidatie. Het materiaal Alupanel kan hierbij als basis dienen.
Hij gebruikt als contrast in zijn werken onder andere antraciet (steenkool). Bij al zijn werken blijft de essentie van vorm belangrijk.

## Werken
- (1982) Waaier, Zoetermeer
- (1984) Sculptuur, Den Haag
- (1985) Object, Den Haag
- (1987) Staalplaten, Zoetermeer
- (1993) Zonder titel, Zoetermeer
- (1998) Energie, Zoetermeer

## Afbeeldingen

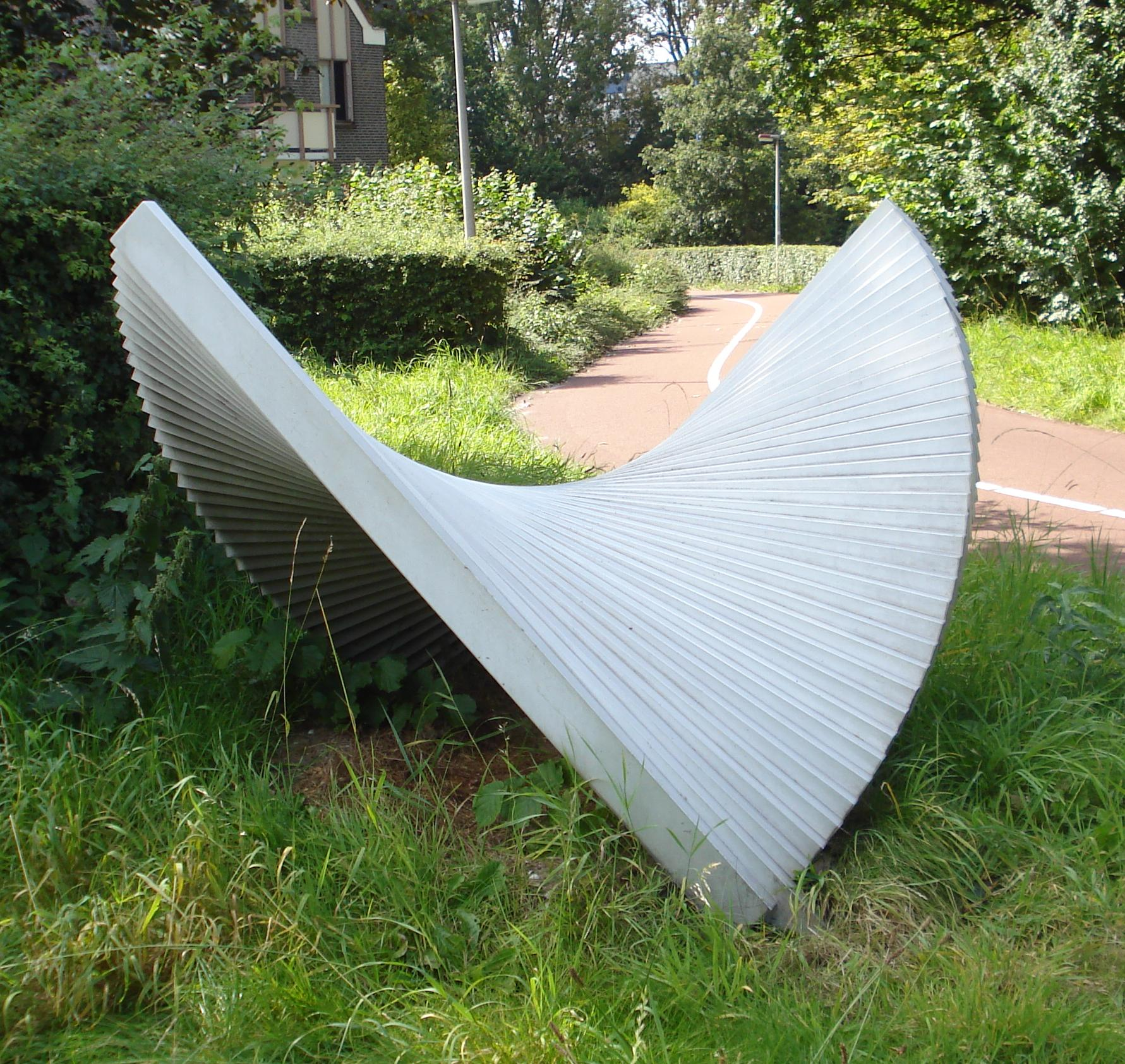
Waaier
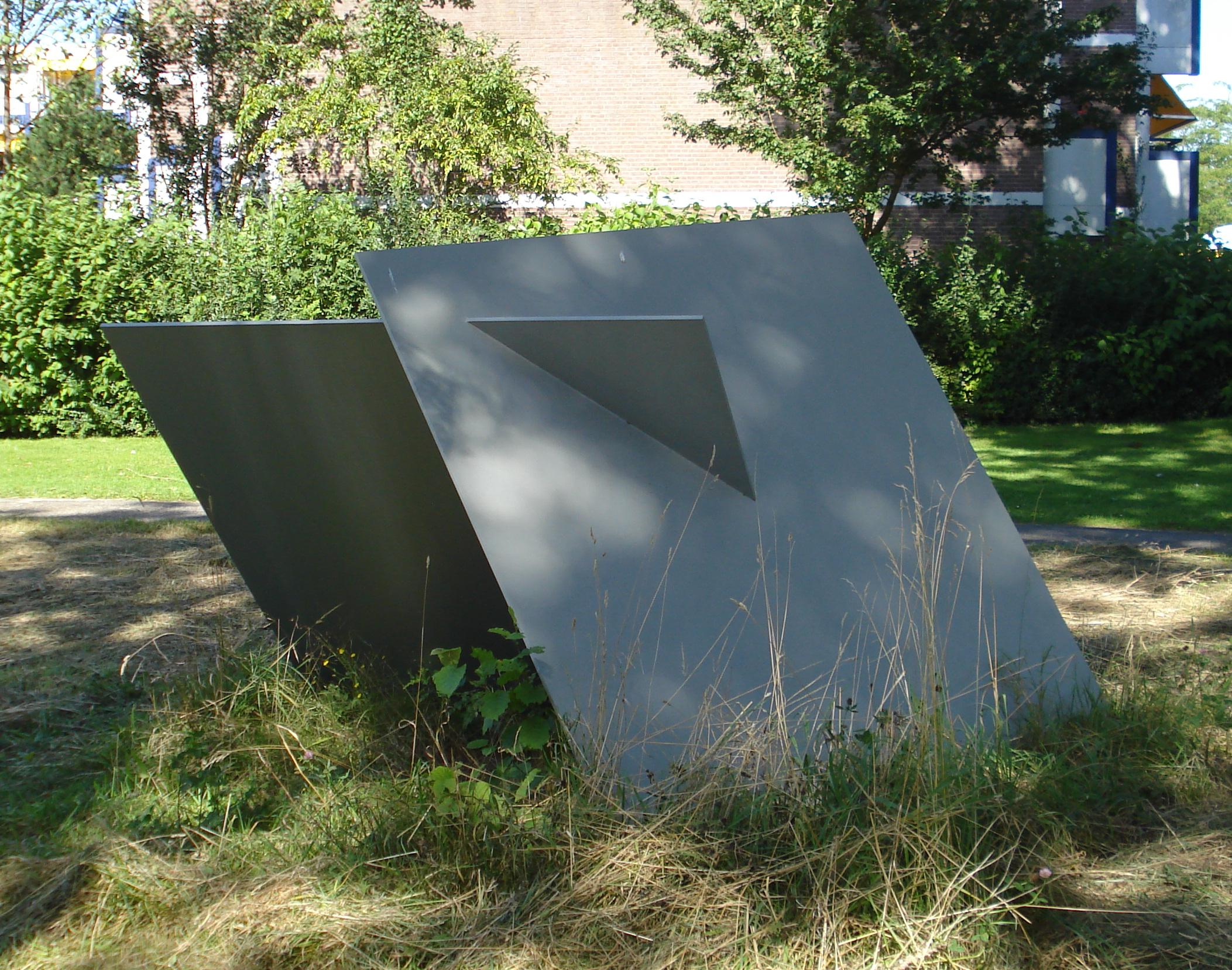
Staalplaten
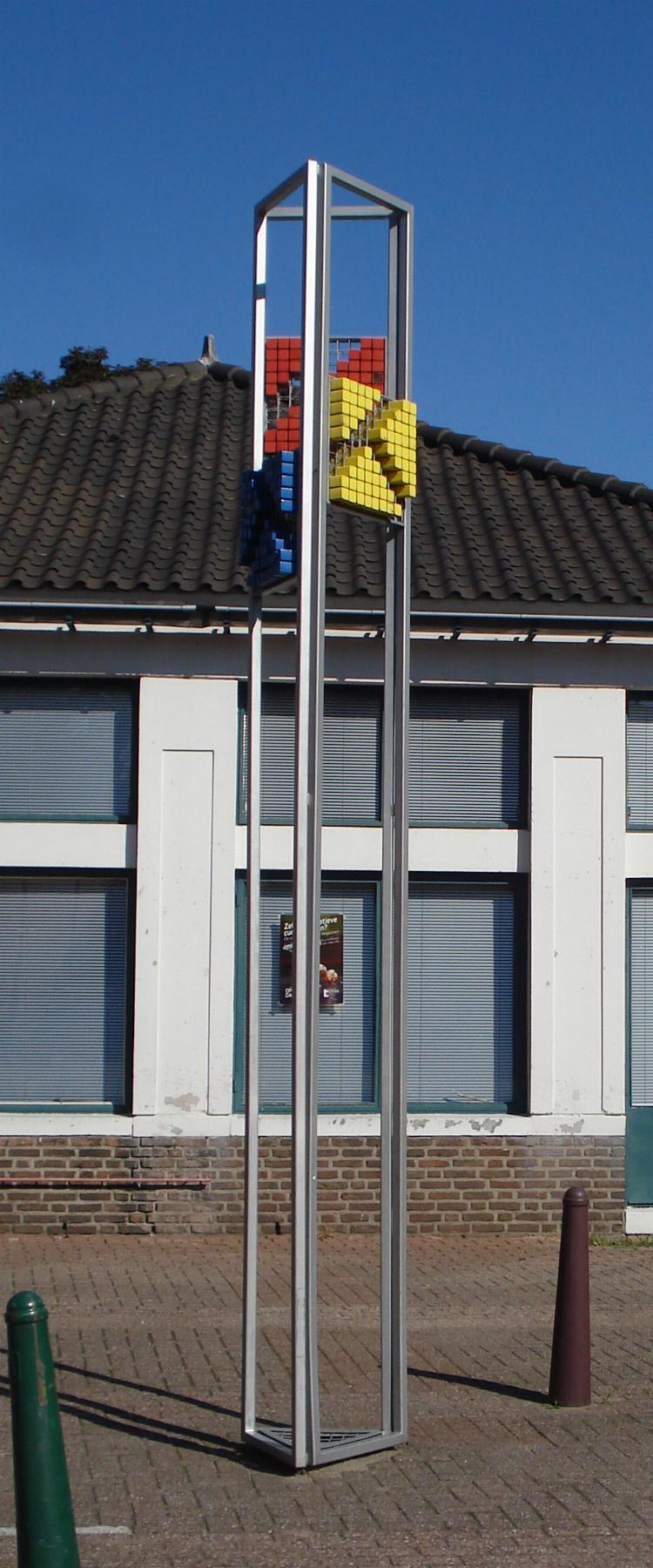
Driehoekig sculptuur
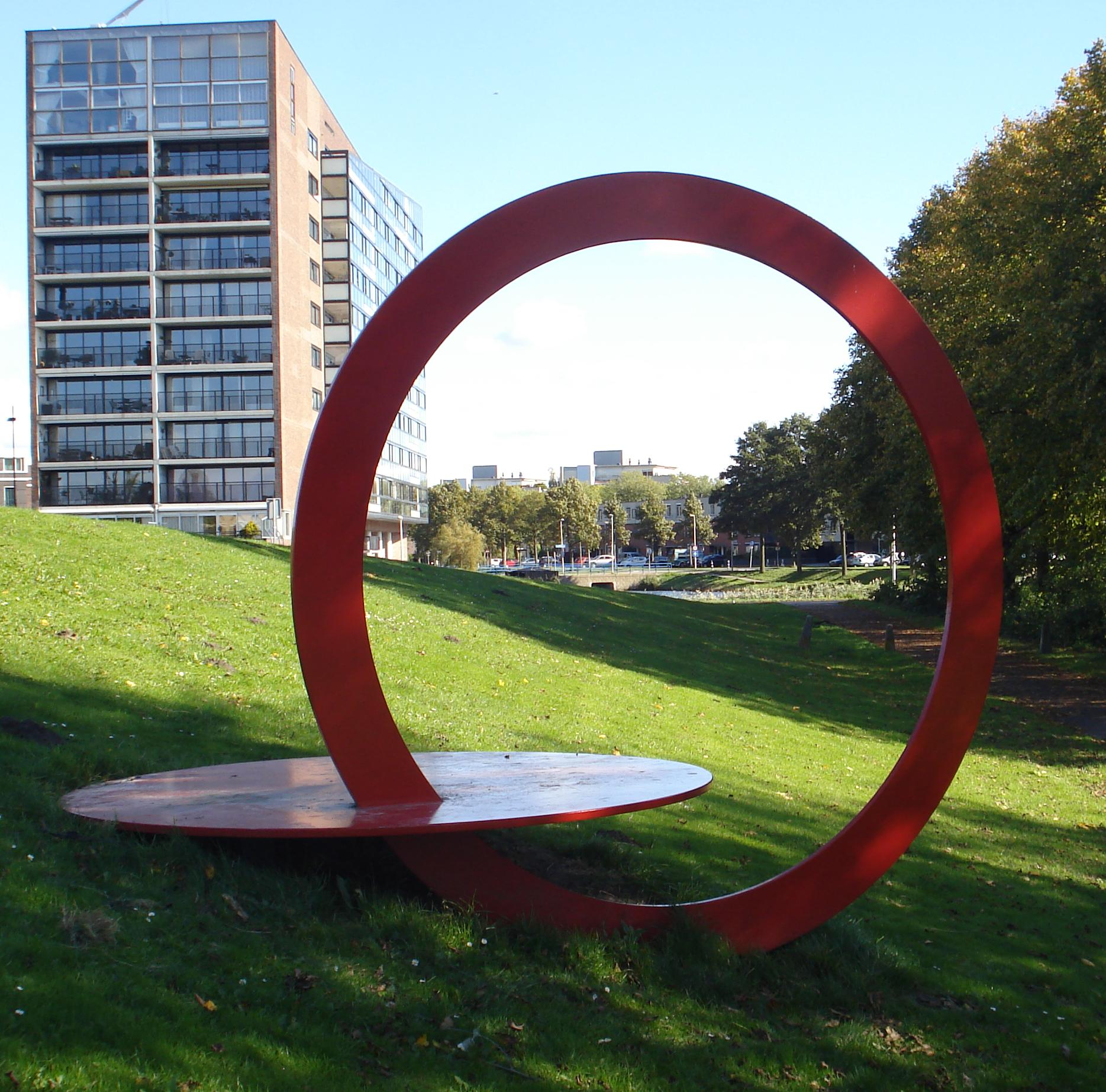
Zonder titel

- Gemeinsame Normdatei: 1139277561
- RKD-Nederlands Instituut voor Kunstgeschiedenis: 51859
- Virtual International Authority File: 3674150518482503650006